# Nogometni Klub Veržej
Il Nogometni Klub Veržej è una società calcistica con sede a Veržej in Slovenia.
Fondato nel 1963, il club nella stagione 2013-2014 milita nella Druga slovenska nogometna liga.

## Stadio
Il club gioca le gare casalinghe allo stadio Cistina, che ha una capacità di 850 posti a sedere.

## Palmarès
- Tretja slovenska nogometna liga: 2

1992-1993, 2012-2013